# Pictures of Matchstick Men
«Pictures of Matchstick Men» es una canción de la banda británica de rock Status Quo, incluida como la última pista del álbum Picturesque Matchstickable Messages from the Status Quo de 1968. En enero del mismo año se publicó a través de Pye Records como el primer sencillo del álbum, convirtiéndose a su vez en el sencillo debut con el nombre de Status Quo.
Fue escrita por el cantante y guitarrista líder Francis Rossi en un pantano cerca de su casa y la terminó en el estudio. Por su parte el concepto «Matchstick Men» se refiere a las pinturas de L.S. Lowry.

## Recepción comercial
En el mismo día de su lanzamiento ingresó en los UK Singles Chart, donde alcanzó el séptimo puesto y permaneció en la lista siete semanas consecutivas. De igual manera entró en la lista estadounidense Billboard Hot 100, donde logró el puesto 12, convirtiéndose en el primer y único sencillo exitoso en los Estados Unidos. Además, se convirtió en uno de los sencillos de mayor éxito en 1968 en varios países del mundo, entre ellos Argentina, Brasil, Canadá, Alemania, Suiza, Países Bajos, Suecia, Sudáfrica y Australia. Hasta el 4 de mayo de 1968, la revista Record Mirror informó que se habían vendido más de 200 000 copias del sencillo en el Reino Unido y 700 000 en el resto del mundo, excluyendo al mercado estadounidense.

## Versiones
El tema ha sido versionado por diversas bandas de distintos géneros musicales para sus respectivos álbumes de estudio, recopilaciones o en presentaciones en vivo. Algunos de ellas son Kasabian, Type O Negative, con la voz de Ozzy Osbourne, The Slickee Boys, Camper Van Beethoven, Death in Vegas y Forgotten Rebels, entre otras. Además se ha utilizado en algunos programas de televisión como My Name Is Earl y en películas como Hombres de negro III. 

## Músicos
- Francis Rossi: voz y guitarra líder
- Rick Parfitt: guitarra rítmica y coros
- Alan Lancaster: bajo
- John Coghlan: batería
- Roy Lynes: teclados